# Godescalcus (Benevent)

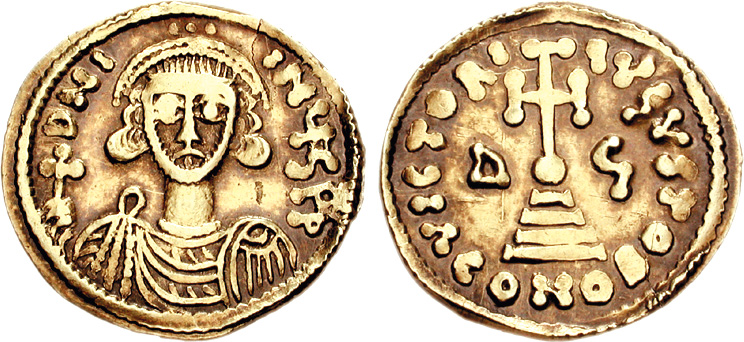
Solidus des dux Godescalcus

Godescalcus (auch Godescalc, Gottschalk; † 742) war von 739 bis 742 Herzog von Benevent.

## Leben
Godescalcus’ Herkunft ist unbekannt. Er war mit einer Frau namens Anna verheiratet.
Nach dem Tod seines Vorgängers Gregorius  im Jahr 739 wurde Godescalcus von einer dem Königtum feindlichen Partei, ohne das königliche Ernennungsrecht anzuerkennen, dux von Benevent. Godescalcus und Anna schenkten dem Kloster Volturno mehrere Ländereien.
König Liutprand hatte im Bündnis mit Papst Gregor III. den rebellischen dux Transamund II. von Spoleto unterworfen und in ein Kloster verbannt, sodass Godescalcus von keiner Seite Unterstützung erwarten konnte. Als Godescalcus 742 vom erneuten Nahen Liutprands erfuhr, bereitete er seine Flucht nach Byzanz vor. Seine Frau Anna war bereits mit all ihren Wertsachen an Bord eines Schiffes, als er von Anhängern Gisulfs II. aus Benevent überfallen und getötet wurde. Seiner Frau gelang die Flucht mit ihrem gesamten Besitz.
Liutprand setzte seinen Neffen Gisulf II. als dux von Benevent ein.